# 국립농산물품질관리원 시험연구소
국립농산물품질관리원 시험연구소(國立農産物品質管理院 恃險硏究所)는 농산물과 그 가공품의 각종 시험·분석·연구 및 가공기구의 성능시험에 관한 사무를 분장하는 국립농산물품질관리원의 소속기관이다. 1998년 2월 28일 발족하였으며, 경상북도 김천시 용전로 141에 위치하고 있다. 소장은 기술서기관 또는 농업연구관으로 보하되, 임기제공무원으로 보할 수 있다.

## 연혁
- 1963년 5월 29일: 국립농산물검사소 소속으로 시험소를 설치.
- 1986년 12월 28일: 경기도 안양시로 이전.
- 1998년 2월 28일: 시험연구소로 개편.
- 1999년 5월 24일: 국립농산물품질관리원 소속으로 변경.
- 2013년 12월 23일: 경북도 김천시로 이전.

## 조직

### 소장
- 품질조사과[1]
- 안전성분석과[2]
- 성분검정과[2]
- 원산지검정과[2]

## 같이 보기
- 대한민국 농림수산식품부
- 국립농산물품질관리원